# 梶原良成
梶原 良成（かじはら よしなり、1959年 - ）は、日本の建築家、デザイナー、デザイン教育者。宇都宮大学名誉教授。

## 来歴
1959年、長野県辰野町に生まれる。東京都出身。1986年、東京藝術大学美術学部建築科卒業後、土屋巌建築設計事務所に勤務、土屋巌に師事して、医療福祉施設、学校教育施設、社会教育施設、大学キャンパス計画などのプロジェクトに参画する。1998年に退所後、ジオアーキテクチュア一級建築士事務所を設立、東京と栃木県那珂川町の二つの拠点を中心に活動する。2001年、宇都宮大学専任講師に着任。助教授、准教授を経て、2009年、教授。2025年、名誉教授となり、ナカリバデザイン一級建築士事務所を那珂川町に共同設立。地域プロジェクトとデザイン教育との関係を研究するかたわら、地域環境を生かした住宅や別荘、コミュニティ施設、医療福祉施設などの建築設計を行う。そのほか、ロゴマーク・サイン・パッケージ・ 印刷物などのグラフィックデザイン及びアートディレクション、家具や学習具などのプロダクトデザイン、ダンスパフォーマンスの舞台美術などを手がける。2016年、宇都宮美術館との共創プロジェクト「地域産業とデザイン〜宮の注染を拓く〜」でグッドデザイン賞受賞。一方、2001年栃木県那珂川町に、全国初となる障害者の芸術活動を支援・展示する拠点「もうひとつの美術館」を明治大正期の廃校校舎を活用して共同設立し、活動を続けている。日本建築家協会会員・登録建築家、一級建築士、日本建築学会会員。

## 略歴
- 1959　東京都出身（長野県出生）
- 1978　桐朋高等学校卒業
- 1986　東京藝術大学美術学部建築科卒業
- 1986　土屋巌建築設計事務所
- 1998　ジオアーキテクチュア一級建築士事務所設立（のち、ジオビオデザイン一級建築士事務所と改称）
- 2001　宇都宮大学専任講師
- 2003　宇都宮大学助教授、准教授
- 2009　宇都宮大学教授（現在、共同教育学部芸術・生活・健康系美術分野、大学院地域創生科学研究科社会デザイン科学専攻コミュニティデザイン学プログラム）

- 2019　宇都宮大学共同教育学部附属特別支援学校長を兼任（-2022）
- 2025　宇都宮大学名誉教授　ナカリバデザイン一級建築士事務所を共同設立

## 主な建築作品
- 小砂・森の家（1997年、TEPCO快適住宅コンテスト・佳作、第6回OM地域建築賞・入賞、新建築 住宅特集 1999年9月号）
- 那須・間の家（2003年）
- アートコミュニティスペース be off（2004年）
- 袋田病院 精神科デイケア施設（2004年、日本建築学会・作品選集2007選定、日本デザイン学会・デザイン学研究作品集2007）
- 那須高原・白戸川の山荘（2006年、第7回OM地域建築賞・優秀賞・設計者部門第１位）
- 黒磯・阿波町の家（2007年）
- 那珂川・小口の家（2010年）
- 袋田病院 新病棟（2011年、新建築 2011年10月号）
- クーポラ・アネッロ（2014年）　など

## 文献等
- 「新建築 住宅特集 1999年9月号」（新建築社、1999年）
- 「OMソーラーの家Ⅲ-ネットワークの家づくり」（共著、建築資料研究社、1999年）
- 「精神科デイケア施設の空間デザイン」（日本デザイン学会、2005年）
- 「ベーシック造形技法」（共著、建帛社、2006年）
- 「癒される環境への生態デザイン」（共著、ビオシティ、2006年）
- 「日本建築学会・作品選集2007」（日本建築学会、2007年）
- 「現代日本の建築 vol.3」（ART BOX international inc.、2009年）
- 「新建築 2011年10月号」（新建築社、2011年）　  ほか